# Kondenzirana tvar
Kondenzirana tvar je tvar nastala kondenzacijom, tvar u kojoj atomi i molekule snažno uzajamno djeluju te se može nalaziti u tekućem ili čvrstom agregatnom stanju, a na iznimno niskim temperaturama u supravodljivoj ili suprafluidnoj fazi. Problemima i teorijom nastajanja kondenzata bavi se fizika kondenzirane tvari, unutar koje se proučavaju neka svojstva tekućina, na primjer prijelazi faza proces naparivanja i svojstva tankih slojeva, epitaksijalni rast kristala i posebno svojstva klastera atoma i molekula i niskotemperaturna fizika. Temelje te grane fizike postavio je 1916. njemački fizičar W. Nusselt (1882. – 1957.) svojom teorijom filmske kondenzacije, koju su u potpunosti potvrdili potonji pokusi. Danas se fizika kondenzirane tvari snažno razvija pa se izdvaja kao posebna grana fizike, iako je bitno vezana uz druge grane, osobito termodinamiku i fiziku čvrstog stanja.

## Bose-Einsteinova kondenzacija
Bose-Einsteinova kondenzacija (po S. N. Boseu i A. Einsteinu) je pojava svojstvena bozonima, pri kojem se velik broj čestica (atoma) nalazi u istom energetskom stanju ako je temperatura sustava dovoljno mala. Prvi je put Bose-Einsteinova kondenzacija postignuta 1995., u grupi profesora Carla E. Wiemanna i Erica A. Cornella (Sveučilište Colorado u Boulderu, SAD), hlađenjem razrijeđenog plina (pare) rubidijevih atoma do ultraniske temperature (manje od 170 · 10–9 K iznad apsolutne nule) u atomskoj stupici.

### Bose-Einsteinova statistika
Bose-Einsteinova statistika (po S. N. Boseu i A. Einsteinu) je kvantna statistika što se primjenjuje na bozone, čestice kojima je spin cjelobrojni višekratnik reducirane Planckove konstante. Raspodjela čestica po energijskim stanjima opisuje se matematičkom jednadžbom:
{\displaystyle n_{i}={\frac {1}{e^{\frac {E_{i}-\mu }{k\cdot T}}-1}}}
gdje je: Ei - energija stanja, μ - kemijski potencijal (energija potrebna da se sustavu pridruži dodatna čestica), k - Boltzmannova konstanta i T - termodinamička temperatura. Ispod neke kritične temperature gotovo sve čestice zauzimaju jedno (najniže) energijsko stanje (Bose-Einsteinova kondenzacija), a na višim temperaturama čestice gotovo ravnomjerno zaposjedaju sva energetska stanja, da bi na normalnim temperaturama raspodjela poprimila oblik Boltzmannove raspodjele. 
Za razliku od klasične fizike i klasične statističke fizike, u ovom slučaju čestice se ponašaju tako da nije moguće razlučiti dva bozona, ali za razliku od fermiona, ne vrijedi Paulijev princip, to jest moguće je da se više (to jest neograničeni broj) čestica istovremeno nalazi u istom kvantnom stanju. Ovaj izraz svodi se na klasičnu Maxwell-Boltzmannovu distribuciju u slučaju za energije {\displaystyle (E_{i}-\mu )>>k\cdot T}.
Bose-Einstenovu statistiku uveo je 1920. fizičar S. N. Bose, u primjeni na fotone. Izraz je generalizirao i primijenio na atome 1924. A. Einstein. S obzirom na to da za bozone ne vrijedi Paulijevo načelo, na niskim temperaturama sve čestice teže da zauzmu najniže energetsko stanje. Ova pojava naziva se Bose-Einsteinova kondenzacija.

### Atomska stupica
Atomska stupica (engl. atomic trap) je uređaj za usporavanje (hlađenje) atoma u malom dijelu prostora radi njihova spektroskopskog proučavanja. Osnovna je tehnika Dopplerovo hlađenje, pri kojem se upotrebljava lasersko svjetlo nešto niže frekvencije od određenog elektronskog prijelaza u atomu. Takvo svjetlo usmjeri se na brze atome u snopu ili pari. Zbog Dopplerova učinka atom vidi fotone kao rezonantne. Fotoni se apsorbiraju i tako pobuđeni atom fluorescira emitirajući foton u nasumičnu smjeru. Tako se prenosi moment količine gibanja s fotona na atom, a to uz lavinu fotona uzrokuje usporavanje atoma. Primjenom laserskoga snopa u svih 6 smjerova zadržavaju se atomi u zadanom prostoru (optička molasa). Ako se primijene dodatna magnetska polja i laser, atomi se mogu ohladiti na nekoliko milijuntinki Kelvina. Sudari tako ohlađenih atoma omogućuju proučavanje raznih kvantnih učinaka. Načela laserskoga zarobljavanja primjenjuju se za proučavanje mikroorganizama koji se drže izolirani, a da im se ne naškodi.